# 1País
1 País fue una coalición electoral creada para participar de las elecciones legislativas de Argentina de 2017. Tenía presencia en la provincias de Buenos Aires, Chaco, Corrientes, Jujuy, Neuquén, San Juan, Santa Cruz, Santa Fe, Santiago del Estero y Misiones, así como también en la Ciudad Autónoma de Buenos Aires.

## Ideología
La coalición electoral se hace como alianza opositora que permite gobernar, dicen pertenecer a una "ancha avenida del medio".
Está descrita por los medios de comunicación como una posición que no se define entre la oposición y el oficialismo, definiéndolos como una oposición sin carácter definido.

## Historia

### Formación
Luego de las elecciones presidenciales de Argentina de 2015, los bloques de Unidos por una Nueva Alternativa encabezados por Sergio Massa y del Gen representados por Margarita Stolbizer, más adelante incluye a Libres del Sur de la izquierdista Victoria Donda, comienzan una agenda parlamentaria en común. En esta se ponían de acuerdo en los temas que en conjunto creían más importantes y con mayor prioridad para tratar en el congreso, el cual tenía como principal campaña la baja de los precios.
A partir de la asunción de Mauricio Macri, ellos deciden llevar a cabo el IPC Congreso para brindar datos de la inflación, suba de precios, etc., que iría a la par del INDEC.

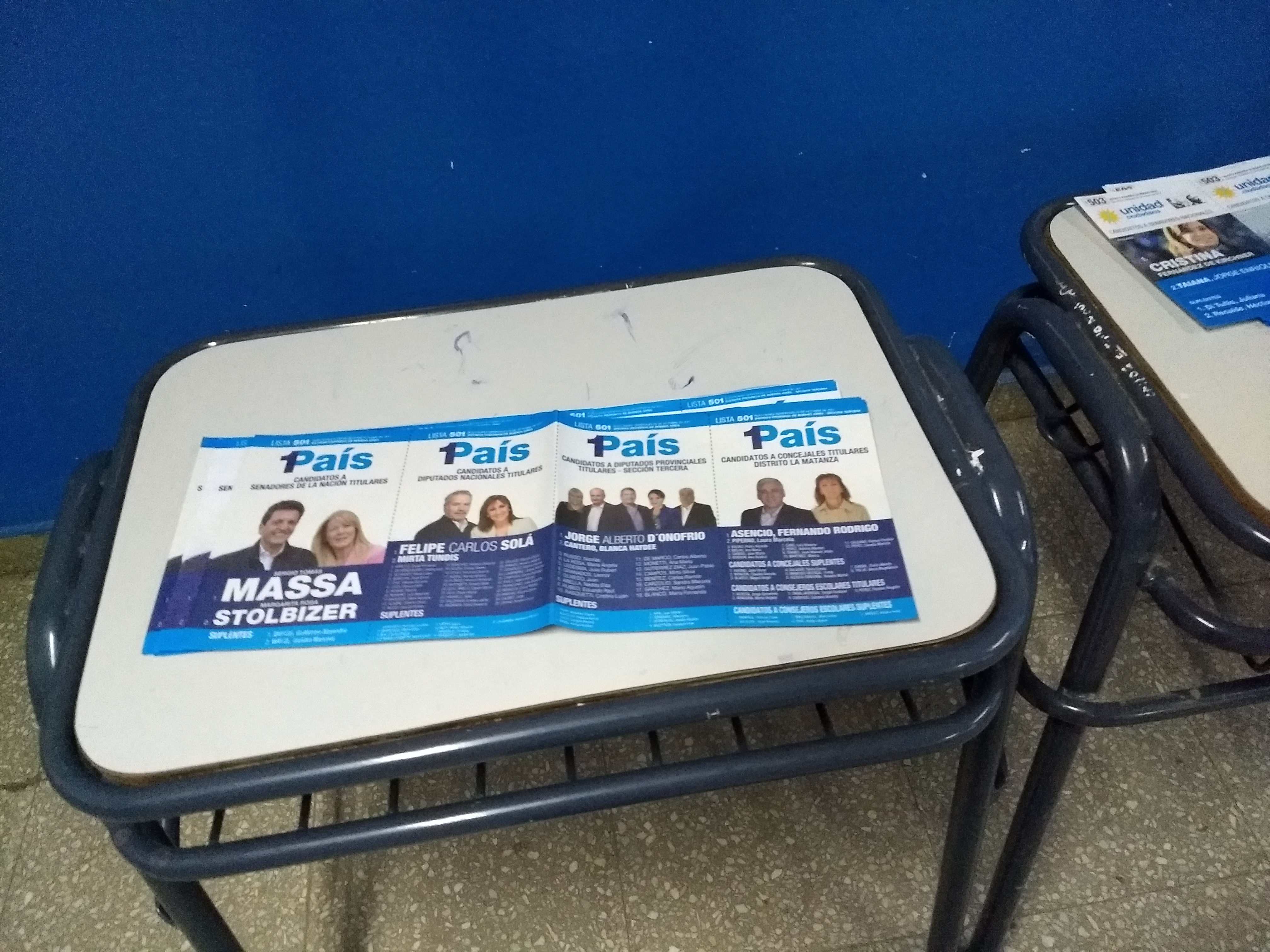
Las boletas usadas en las elecciones del 2017.

Hacia mayo del 2017 se fue formalizando esta idea comenzando a darse especulaciones sobre candidatos y cómo se llamaría la alianza. Finalmente para fines de mayo esta es oficializada en un acto por Sergio y Margarita. En junio Victoria Donda decide incluirse en la alianza. En CABA se arma un frente en el cual participan el GEN, el FR y Libres del Sur llegándose a presentar una lista de unidad la cual es encabezada por Sergio Abrevaya como precandidato a Diputado de la Ciudad y Matías Tombolini como precandidato a Diputado Nacional.

## Desempeño Electoral

### Elecciones Legislativas 2017
En estas elecciones se realiza el debut electoral de la alianza logrando presentarse en 11 provincias con lista propia. 

#### P.A.S.O.
Previo a confirmarse las listas a presentar el partido Libres del Sur decide romper la alianza en el distrito de Buenos Aires al no estar de acuerdo con la conformación de los lugares en las listas, pero aun así deciden mantener la alianza en el distrito de Capital Federal.
Los resultados fueron mucho menores a los esperados ya que tenían expectativas de llegar al 20 % y apenas alcanzaron el 14 % en el distrito de Buenos Aires, el cual es el más populoso de la Nación.
Las listas presentadas a la Cámara Nacional Electoral son las siguientes:
| Distrito            | Senadores                            | Diputados                                                                                    |
| Buenos Aires        | Sergio Massa y Margarita Stolbizer   | Felipe Solá, Mirta Tundis, Daniel Arroyo, José Ignacio de Mendiguren, Liliana Schwindt, etc. |
| Capital Federal     | No se elige                          | Matías Tombolini, Florencia Arietto, Raquel Vivanco, etc.                                    |
| Chaco               | No se elige                          | Ricardo Pardo, Patricia Lezcano, Mónica Monge y Daniel Benítez                               |
| Corrientes          | No se elige                          | Eugenio Artaza, Cecilia Gortari y Juan Antonio Legarre                                       |
| Corrientes          | No se elige                          | Gabriel Romero, Silvana Lagraña y Eva Romero                                                 |
| Corrientes          | No se elige                          | Emilio Rotela, Lidia Papaleo y Manuel Gauna                                                  |
| Jujuy               | Ignacio Sadir y Adriana Drazer       | Pedro Segura, Celia Monaldi y Ricardo González                                               |
| Jujuy               | José Nasif y Marina Méndez           | Carlos Cantero, Gloria Romano y Pablo Moreira                                                |
| Jujuy               | Carlos Snopek y Claudia Ladru        | Mario Nallar, María Elena Ruarte y Sebastián Echavarri                                       |
| Neuquén             | No se elige                          | Carlos Sánchez, Silvana Reñones y Ricardo Pérez                                              |
| San Juan            | Mauricio Ibarra y Florencia Peñaloza | Carlos Munisaga, Vanina Andino y Jorge Bustos                                                |
| Santa Cruz          | José Blassiotto y Alba Curaqueo      | Olga Reinoso, Jorge Varillas y Braulio Raful                                                 |
| Santa Fe            | No se elige                          | Diego Giuliano, Laura Venesia, Demetrio Álvarez, Roberto Meli y Nidia Sosa                   |
| Santiago del Estero | No se elige                          | Pablo Mirolo, Norma Barrera y Paola Griggio                                                  |
| Misiones            | Adolfo Velázquez y Lilia Silva       | María Losada, Gustavo Alvarenga y Luis Andrusyszyn                                           |

#### Generales
Las Elecciones Generales no le permitieron aumentar el caudal de votos, incluso disminuyeron este quedando sin acceso a renovar ninguna banca en el Senado y renovando tan solo 20 bancas de Diputados de las 37 que tenían a nivel nacional.